# Port Vila Municipal Stadion
A Port Vila Municipal Stadion Vanuatu fővárosában, az Efate-szigeten található Port Vilában helyezkedik el. A szigetek legnagyobb stadionjában bonyolítják le a labdarúgó- és a rögbi mérkőzések jelentős részét.

## Rendezvények
A Vanuatuban rendezett 2016-os U20-as OFC-bajnokság több mérkőzésének és a döntőnek is otthont adott.